# جزيرة صحراوية

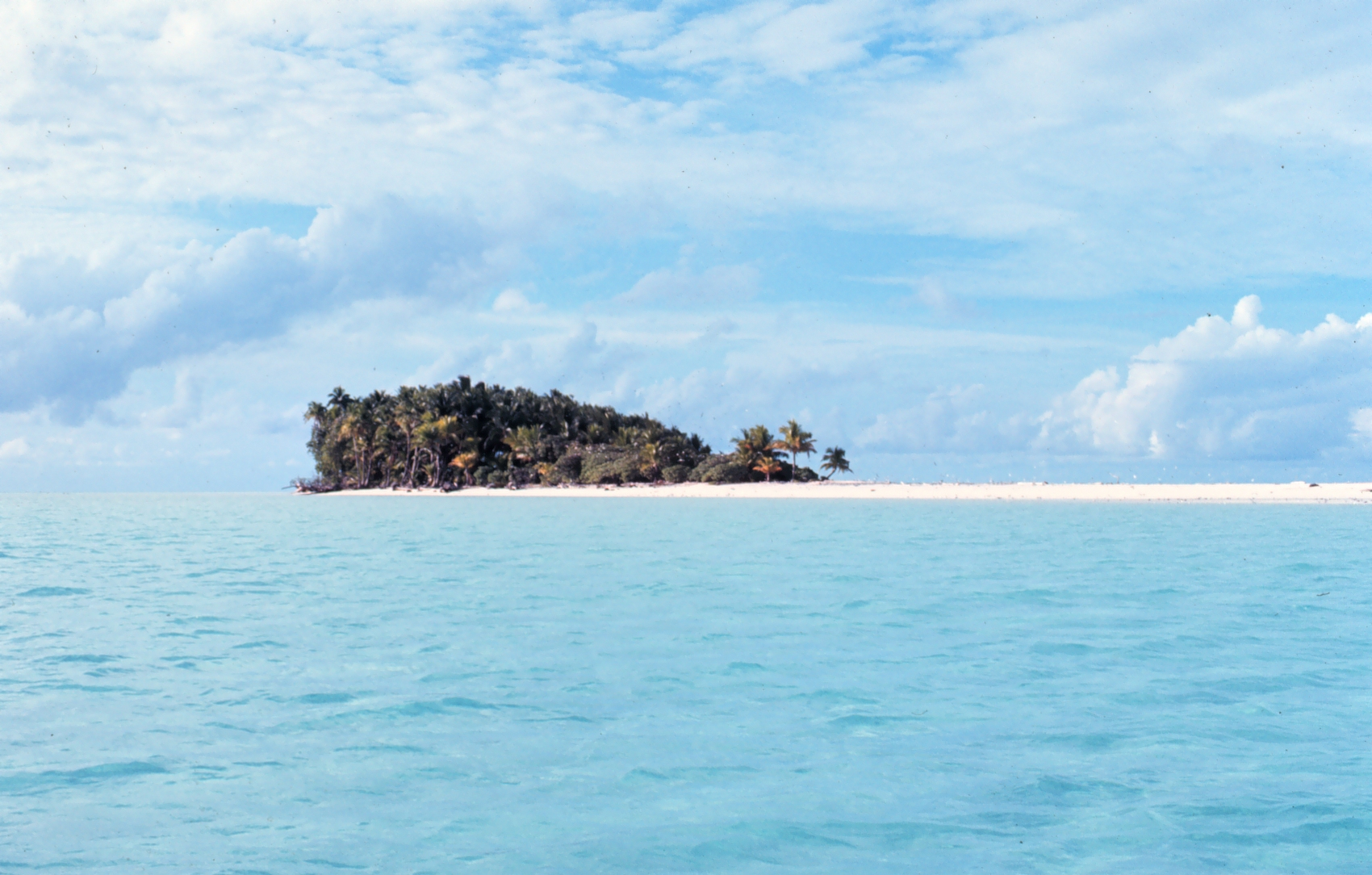
جزيرة صحراوية في بالاو

جزيرة صحراوية أو جزيرة قاحلة أو جزيرة غير المأهولة بالسكان، هي جزيرة صغيرة أو جزيرة مرجانية لا يسكنها البشر بشكل دائم، وغالبًا ما تستخدم الجزر غير المأهولة في الأفلام أو القصص عن الناس الغارقة، وتستخدم أيضًا كنماذج نمطية لفكرة «الجنة»، وبعض الجزر غير المأهولة محمية كمحميات طبيعية وبعضها مملوك ملكية خاصة. يُزعم أن جزيرة ديفون في كندا هي أكبر جزيرة غير مأهولة في العالم.
عادة لا يكون للجزر المرجانية الصغيرة أو الجزر الصغيرة مصدر للمياه العذبة، ولكن في بعض الأحيان يمكن الوصول إلى عين من المياه العذبة عن طريق الآبار.

## المصطلحات
وتسمى الجزر غير المأهولة أحيانًا بالجزر المهجورة أو بالجزر الصحراوية. مؤخراً أصبحت تُنعت الصحراء لا يقصد منه الظروف المناخية، لكن بالأحرى المنطقة المهجورة أو قليلة الكثافة أو غير مأهولة، وقد كانت كلمة الصحراء تُطلق في السابق على نطاق أوسع على أي منطقة برية غير مأهولة، بما في ذلك الغابات، وهذا المعنى القديم هو الذي يظهر في مصطلح الجزيرة الصحراوية.
يستخدم مصطلح «الجزيرة الصحراوية» بشكل شائع مجازيًا للإشارة إلى السلوك في ظروف العزلة الاجتماعية والوسائل المادية المحدودة، والسلوك في جزيرة صحراوية هو تجربة فكرية شائعة، على سبيل المثال: «أخلاق جزيرة الصحراء».

## قائمة تضم بعض الجزر غير المأهولة في الوقت الحالي
- جزيرة أبات، غرينلاند

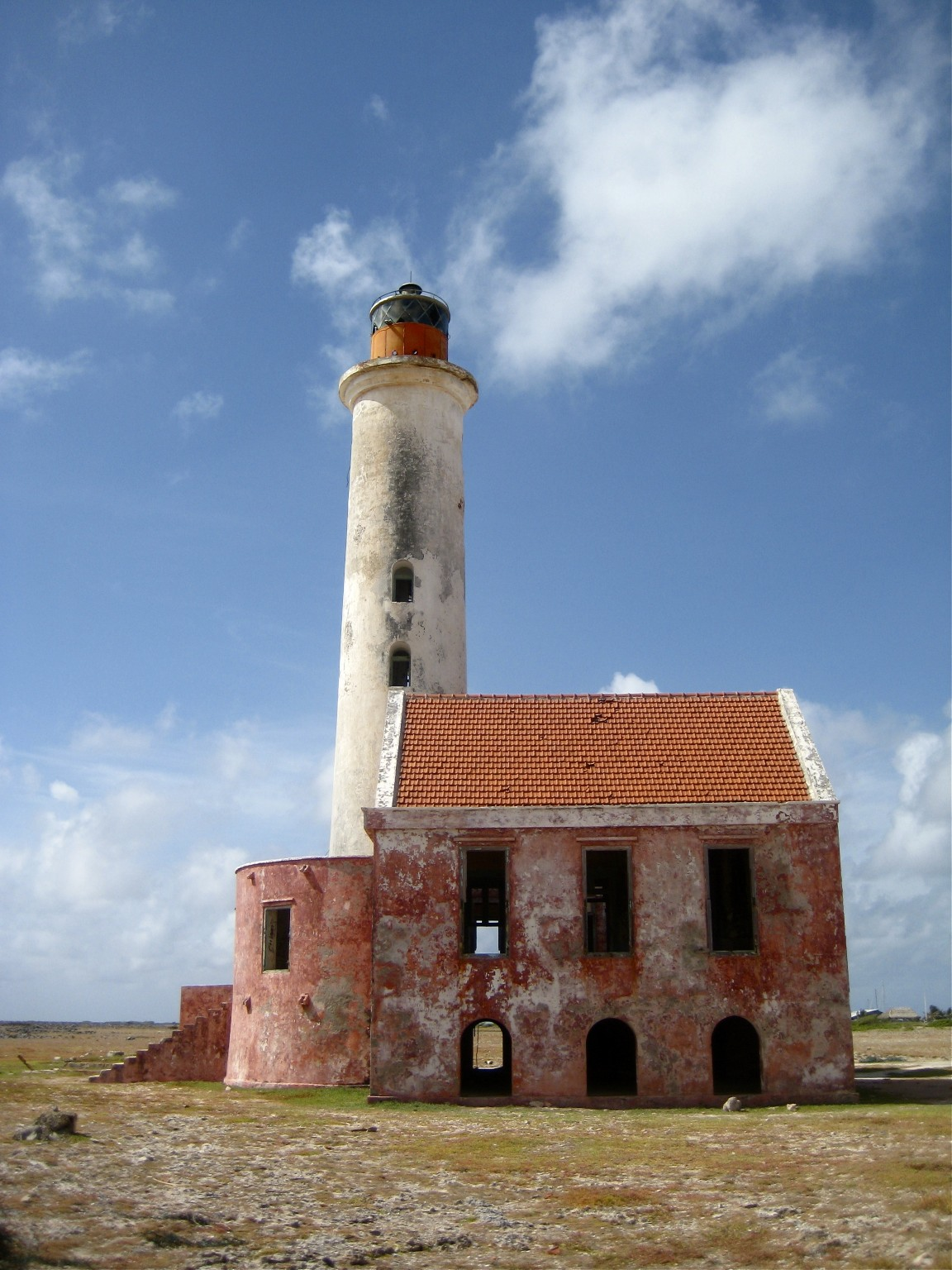
المنارة المهجورة في كلاين كوراساو

- جزر أوكلاند في جنوب المحيط الهادئ، وهي جزء من نيوزيلندا
- جزيرة استولا، باكستان
- غالبية جزر بارا، هيبريدس الخارجي، اسكتلندا. الأكثر شهرة من هذه هي بارا هيد.
- جزر بلاسكت، إلى داخل، كيري المقاطعة، أيرلندا
- هرم بولز، وهو جبل بركاني طويل القامة يقع بعيدًا عن الجزر الأخرى في جنوب المحيط الهادي
- معظم أرخبيل القطب الشمالي الكندي
- كاكوروبيرت، غيرنسي
- جزيرة كليبرتون، جزيرة فرنسية في المحيط الهادئ
- جزر بحر المرجان قبالة الساحل الشمالي الشرقي لأستراليا
- جزر دي لونج في المحيط المتجمد الشمالي، جزء من روسيا
- جزيرة ديفون، أكبر جزيرة غير مأهولة في العالم عند 55247  كم2
- جزيرة هيرد وجزر ماكدونالد، أستراليا
- إلها دا كويمادا غراندي «جزيرة الأفعى»، البرازيل
- العديد من الجزر داخل مياه هونغ كونغ
- كيروس والجزر الصغيرة الأخرى قبالة ساحل اليونان[2]
- جزر كرمادك، جزء من نيوزيلندا
- جزيرة كورشين في بحيرة بلخاش
- كلاين كوراساو، كوراساو
- ليتلا ديمون، جزر فارو
- جزيرة أوغورشينسكي في بحر قزوين
- جزيرة رويال في بحيرة سوبيريور
- سانتا لوزيا، الرأس الأخضر
- جنوب الحارس الجزيرة في المحيط الهندي
- سرتسي، جزيرة بركانية تقع جنوب أيسلندا
- جزيرة تيتيباري، أكبر جزيرة غير مأهولة في جنوب المحيط الهادي
- معظم جزر الولايات المتحدة البعيدة الصغيرة

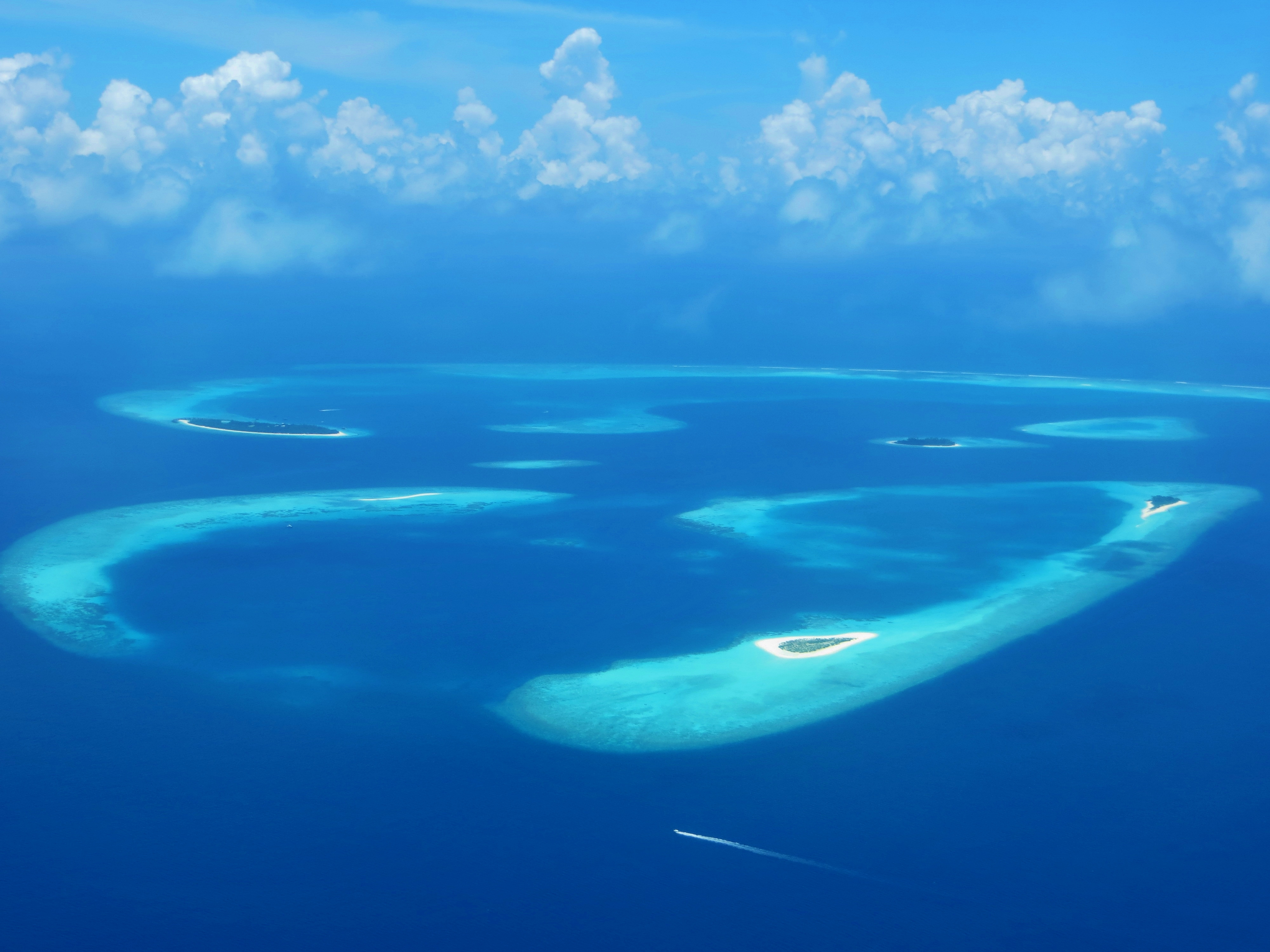
عرض الطائرة من با أتول، جزر المالديف
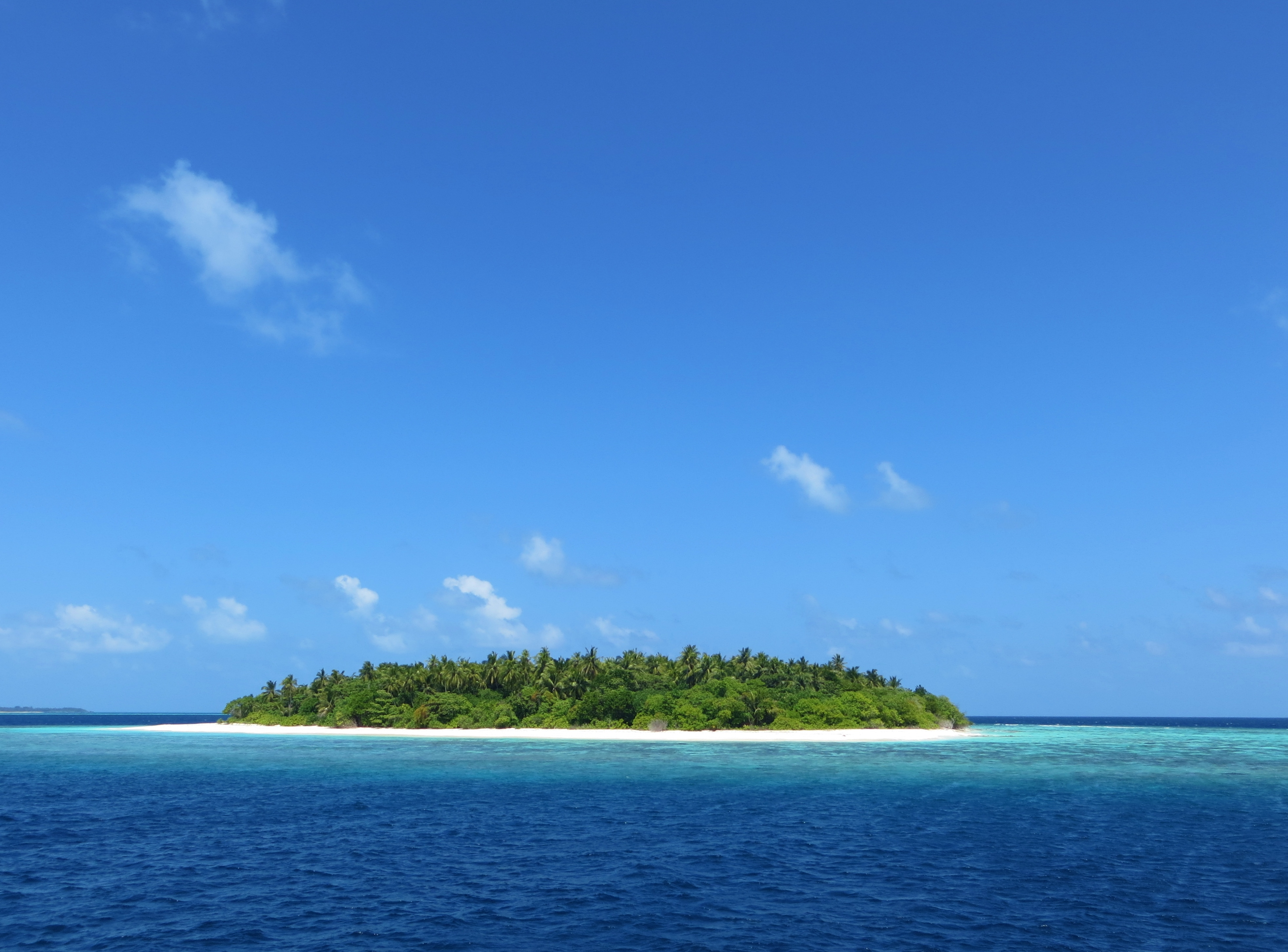
جزيرة صحراوية من با أتول
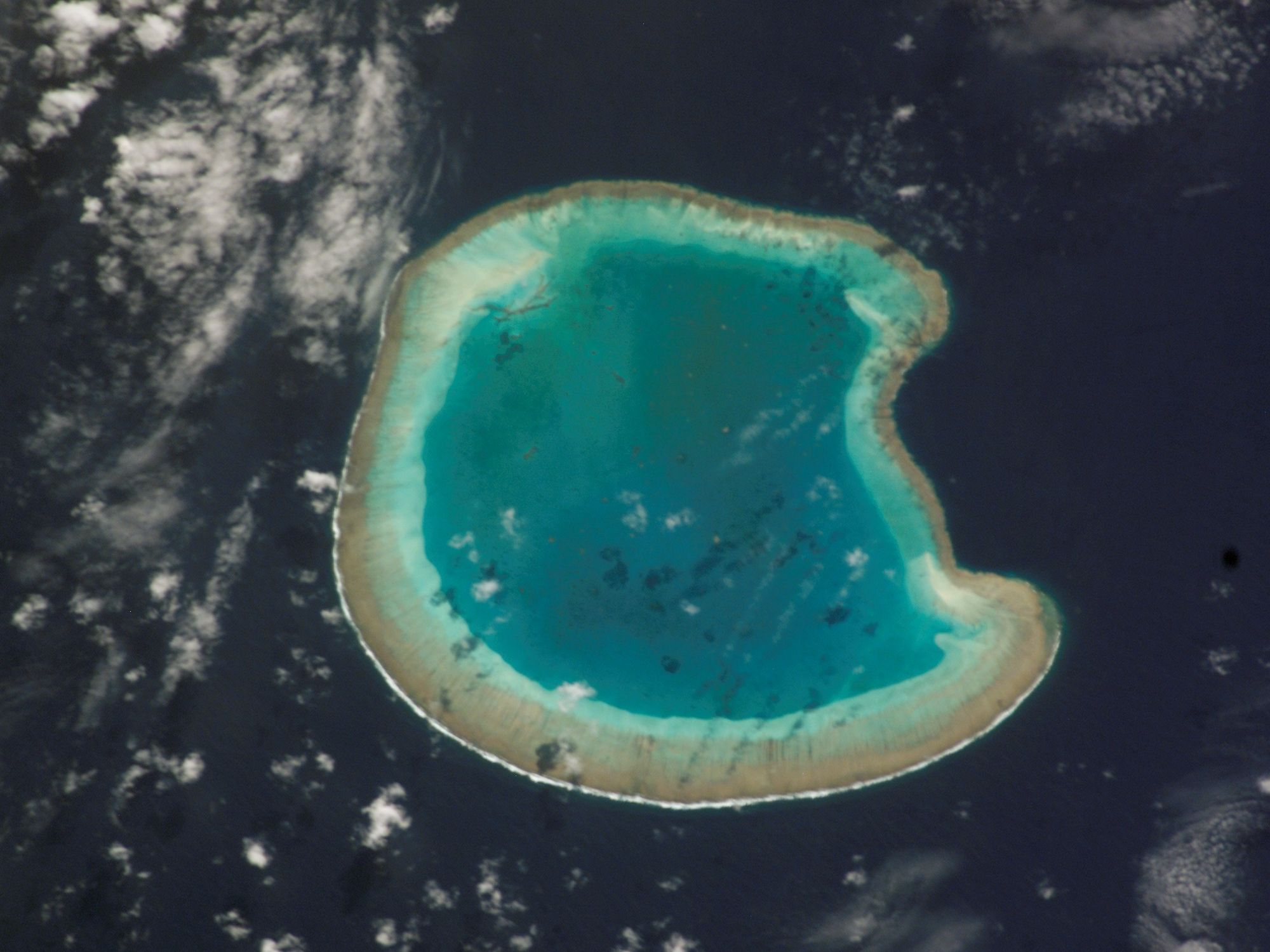
باساس دا الهند، المحيط الهندي
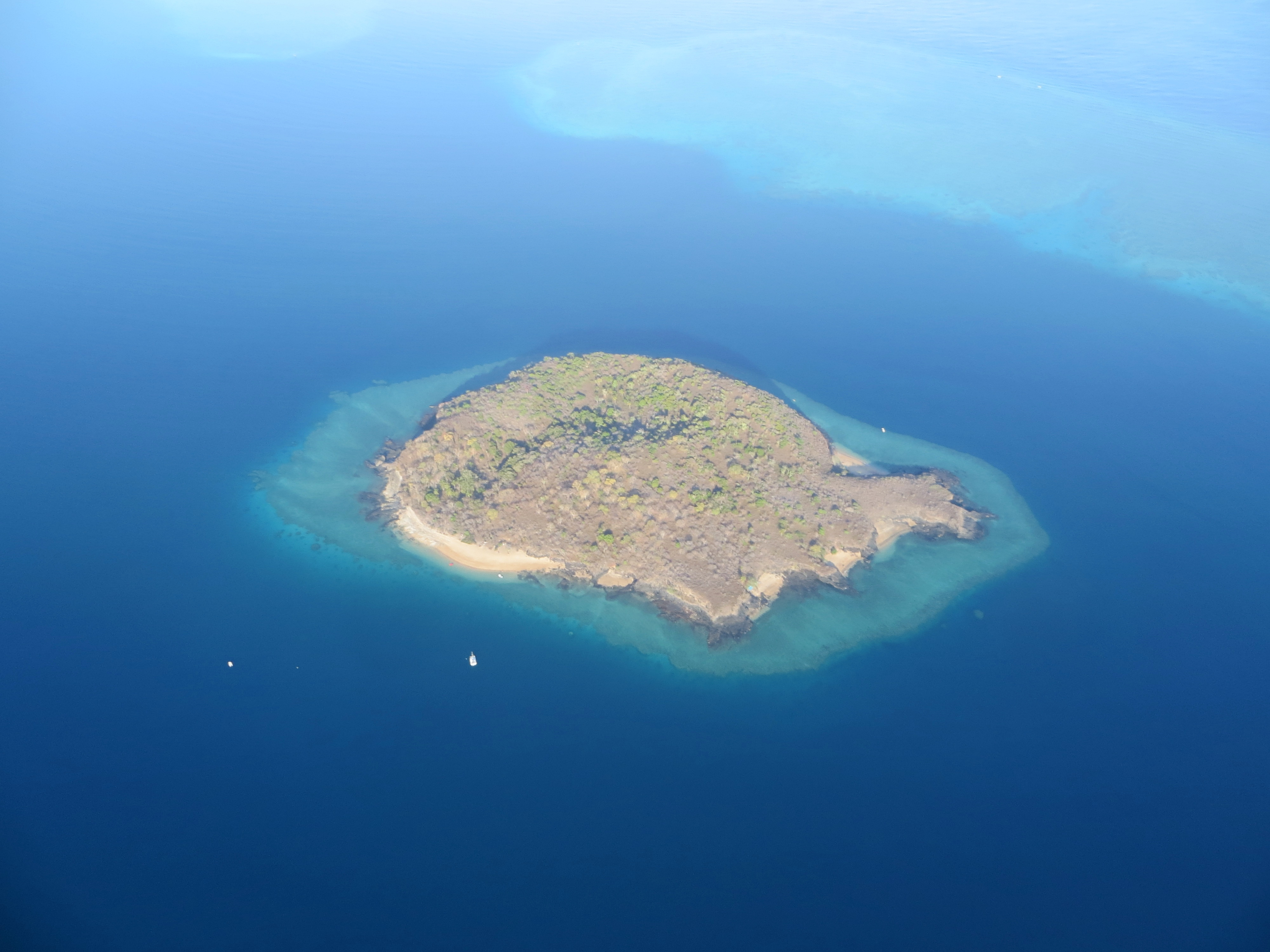
شيسيوسي باندريليه، جزيرة مايوت
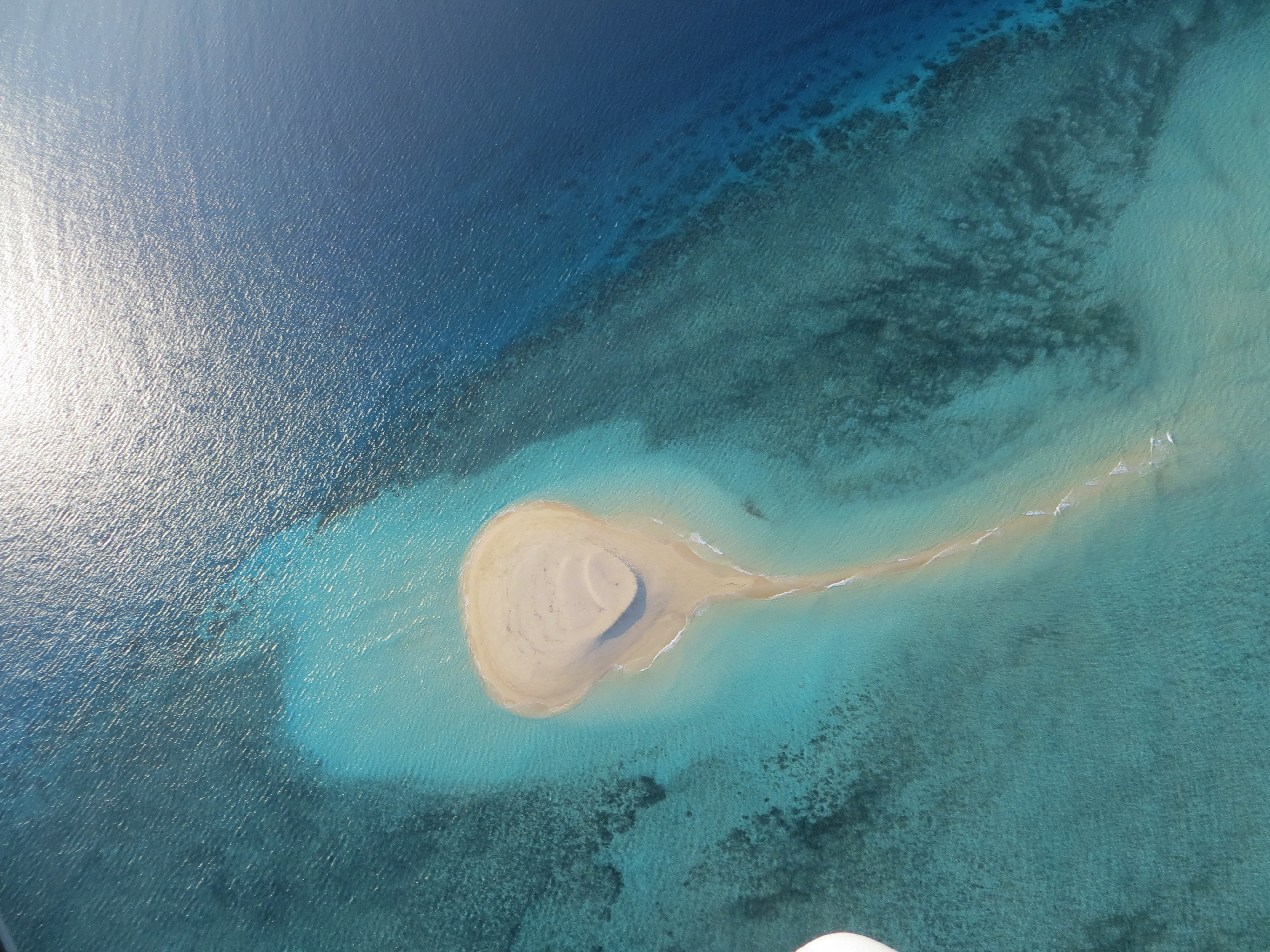
متسانجا تسوهيلي، مايوت
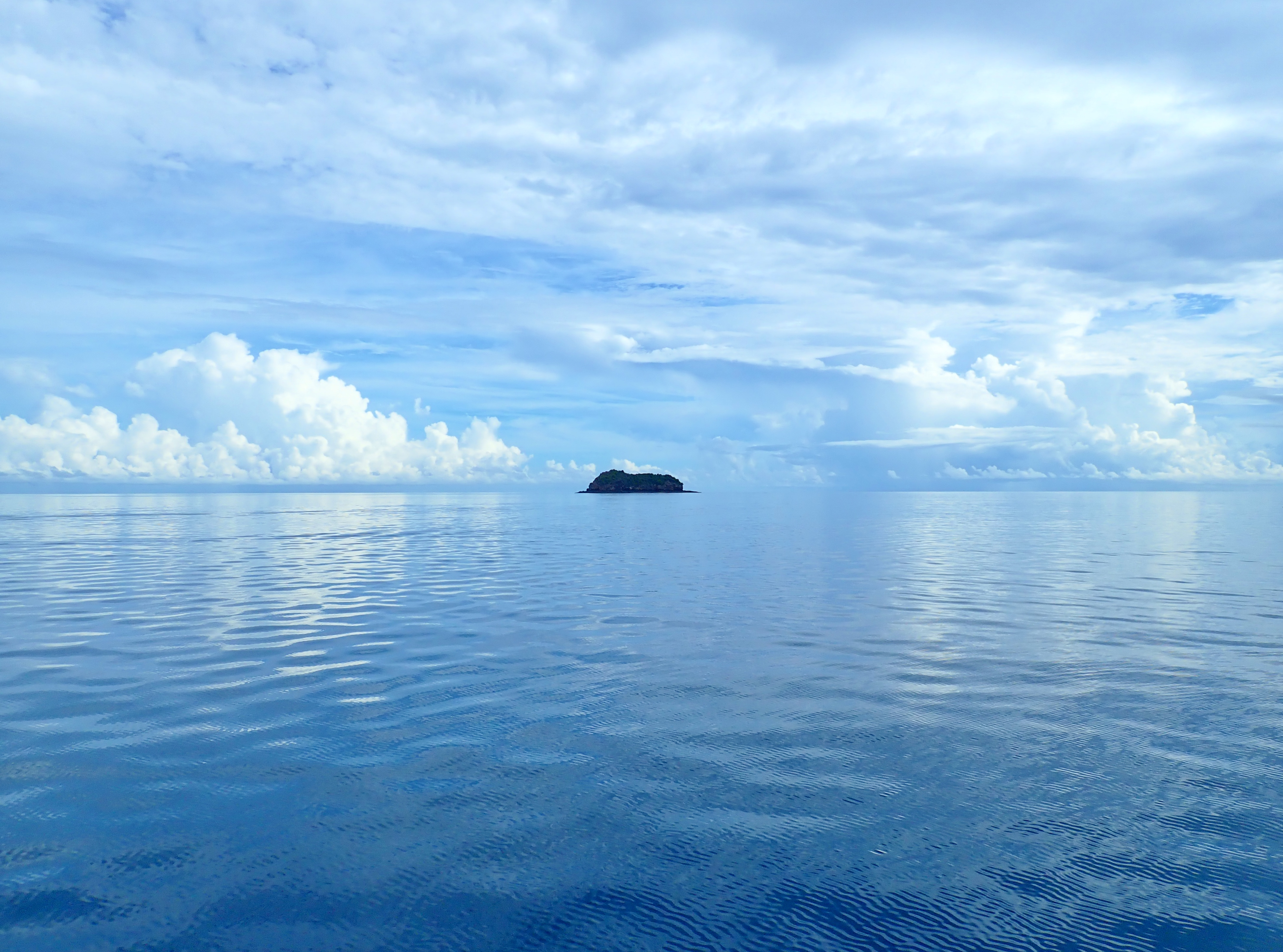
غومبي ندرومي، مايوت

## في الأدب والثقافة الشعبية
كانت أول روايات معروفة يتم تجسيدها على متن جزيرة صحراوية هي حي بن يقظان لـ ابن طفيل (1105-1185)، تليها Theologus Autodidactus لـ ابن النفيس (1213-1288). بطلا الرواية في رواية Theologus Autodidactus، وكان يُسمى كامل، وفي حي بني يقظان كانا طفلين متوحشين يعيشان في عزلة في جزيرة مهجورة، إلى أن يتواصلا في نهاية المطاف مع مهربين من العالم الخارجي الذين تقطعت بهم السبل في الجزيرة. بيد أن قصة ابن النفيس تمتد إلى ما وراء الجزيرة المهجورة عندما يعيد المنبوذون كامل إلى الحضر معهم.
في مسرحية العاصفة للمخرج وليام شكسبير استخدم فيها فكرة انقطاع السبل في جزيرة صحراوية كذريعة لأحداث المسرحية حيث كان بروسبيرو وابنته ميرالندا يتم تعيينهم بلا هدف من قبل شقيق بروسبيرو الخائن أنطونيو، الذي يسعى ليصبح دوق ميلان، ليعود بروسبيرو ليجد أخاه ورجاله المخطئون في الجزيرة تحت حطام السفينة.
ظهرت الترجمة اللاتينية لابن طفيل في كتابه Philosophus Autodidactus في عام 1671، من إعداد إدوارد بوكوك الأصغر،   متبوعة بترجمة إنجليزية بواسطة سايمون أوكلي في عام 1708، وكذلك عُثر على ترجمات ألمانية وهولندية. في أواخر القرن السابع عشر، ألهمت رواية Philosophus Autodidactus روبرت بويل لكتابة روايته الفلسفية الخاصة على جزيرة مهجورة، The Aspiring Naturalist. وقد تُرجم كتاب ابن النفيس Theologus Autodidactus إلى اللغة الإنجليزية في أوائل القرن العشرين.

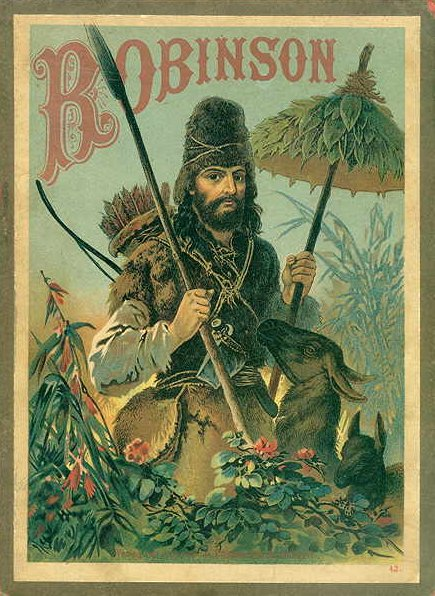
روبنسون كروزو في 1887 التوضيح الألماني

نُشرت رواية روبنسون كروزو لدانيال ديفو حول منبوذ على جزيرة صحراوية في عام 1719، وقد ولدت العديد من المقلدات في السينما والتلفزيون والإذاعة وكان اسمها يستخدم لتعريف نوعها، روبنسوناد. السمة الجديدة رجل ((الجمعة)) مساعد كروسو الشخصي ومن المحتمل أن يكون ديفو استوحى كروسوا من بحار اسكتلندي سلكيرك والذي قد تم إنقاذه في 1701بعد اربع سنوات على جزيرة خوان في المانديز غير المأهولة وعادة ما يستخدم ديفو الأحداث الراهنة في حبكته ومن المعروف أيضا أنه استلهم بالترجمة اللاتينية أو الإنجليزية للفيلسوف المعلم المثمر ابن طفيل.
النيوزيلندي توم نيال الذي تطوع بإمضاء 16 عاماً في ثلاثة جلسات (فصول) في عام 1950 و 1960 بالعيش وحيداً على جزيرة في سوارو شمال مجموعة جزر كوك. الوقت الذي امضاه هناك موثق في سيرته الذاتية، جزيرة لشخص واحد. مجموعة كبيرة من رواياته على جزر صحراوية تشمل: عائلة روبنيسون السويسرية، جزيرة المرجان، الجزيرة الغامضة، سيد الذباب، الجزيرة الرملية، والشاطئ كذلك رواية خوان ماريا عن إمراة من السكان الأصلييين لأميريكا حوصرت (انقطعت) لمدة 18 عام على جزيرة سان نيكولاس التابعة لكاليفورنيا في القرن التاسع عشر.
ألهمت فكرة أنقطاع السبل في جزيرة صحراوية أفلامًا مثل المنبوذ والمسلسلات التلفزيونية، مثل الضياع و جزيرة جيليجان الكوميدية. كما أنها القوة الدافعة وراء عروض الواقع مثل سرقايقر وديسكفري كيدز كذلك فلايت تونتي ناين داون.
في المفهوم الشائع تكون غالباً ما تقع هذه الجزر في المحيط الهادئ ومن الممكن مدارية، غير مأهولة وعادة ما تكون غير مأهولة. فهي مناطق نائية توفر الهرب وتُجبر الناس الذين تقطعت بهم السبل على اكتساب مهارات ليصبحوا مكتفين ذاتيًا ويخلقون مجتمعًا جديدًا بشكل أساسي. يمكن لهذا المجتمع أن يكون إما الطوباوي، استنادا إلى عبقري ليتمكن من إعادة خلق وسائل الراحة للمجتمع (كما في عائلة روبنسون السويسرية و، في شكل فكاهي، جزيرة جليجيان) أو منحدار إلى الوحشية (وهو الموضوع الرئيسي لكل من أمير الذباب والشاطئ). ولكن في الواقع لايوجد في الجزر المرجانية أو الجزر الصغيرة مصدر للمياه العذبة (وبالتالي فهو يحول دون بقاء الإنسان لمدة طويلة) ولكن في بعض الأحيان يمكن الوصول إلى عين من المياه العذبة مثل (عدسة غيبن - هيرزبرغ) ويمكن الوصول لها عن طريق الأبار.

من خلال الحروب الدامية المصورة في الحرب في السماء لـهربرت جورج ويلز في جزيرة غوت على منتصف شلالات نياجرا وتحولها بشكل مفاجئ إلى جزيرة صحراوية عندما تدمر جميع الجسور التي تصل إلى الجزيرة الرئيسية وهجرة قلة من الناجين الذين أبحروا بصعوبة راغبين النجاة.
برنامج الجزيرة الصحراوية على إذاعة بي بي سي المحطة الرابعة. يسأل المشاهير ماهي العناصر التي من الممكن أن يأخذوها معهم إلى جزيرة صحراوية. البرنامج استوحى العديد من المواد المماثلة من ضمنها مسابقات ومشاريع كذلك أفلام الجزر الصحراوية وما إلى ذلك.
تعد الجزر الصحراوية أيضًا صورة شائعة بشكل كبير لرسوم الكاريكاتير، حيث يتم تصوير الجزيرة تقليديًا أنها عبارة عن بضعة أمتار فقط تحتوي شجرة نخيل واحدة (ربما بسبب القيود البصرية). ظهر 17 رسم من هذه الرسوم في مجلة نيويوركر في عام 1957 وحده.
الرسالة في الزجاجة هي شكل من أشكال التواصل وغالبًا ماترتبط بالأشخاص الذين تقطعت بهم السبل في جزيرة مهجورة ومحاولات إنقاذهم.
الأفضل كانت «عطلة الحلم» لرجال غير ناضجين شملهم استطلاع علم النفس اليوم   «حوصروا في جزيرة استوائية مع عدد قليل من الجنس الآخر.»

## المنبوذون تاريخيًا
في عام 1820، قضى طاقم الحيتان إسيكس بعض الوقت في جزيرة هندرسون غير المأهولة. وهناك تغذوا على الطيور والأسماك والنباتات ووجدوا ينبوعًا صغيرًا للمياه العذبة، وبعد أسبوع واحد استنفذوا موارد الجزيرة وغادر معظم أفراد الطاقم في ثلاثة قوارب حيتان، بينما قرر ثلاثة من الرجال البقاء في الجزيرة والبقاء هناك لمدة أربعة أشهر حتى إنقاذهم.

## روابط خارجية
- المخدر المستقيم: هل توجد حالات فعلية للمهربين الذين تم إنقاذهم؟
- الروسية الإسلامية